# Lubule (rivière)
Pour les articles homonymes, voir Lubule.
La Lubule est une rivière du Haut-Katanga en république démocratique du Congo. Elle traverse le territoire de Pweto où elle se jette dans la Luvwa.